# Koncentrationsförordningen
Koncentrationsförordningen, eller förordning (EG) nr 139/2004, är en europeisk förordning som reglerar företagskoncentrationer inom Europeiska unionen. Förordningen är en del av unionens konkurrensregler, som utgör en central del av den inre marknaden.
Koncentrationsförordningen är tillämplig för företagskoncentrationer av gemenskapsdimension, alltså fall som leder till att konkurrensen i flera medlemsstater kan komma att påverkas. Det definieras vanligtvis som att de koncentrerande företagens samlade omsättning per år uppgår till minst 5 miljarder euro eller, i vissa fall, 2,5 miljarder euro. I dessa fall måste företagskoncentrationen anmälas till Europeiska kommissionen. Normalt prövas företagskoncentrationer av de nationella konkurrensmyndigheterna. Företag kan dock begära att prövning av en enda instans – kommissionen – om de måste göra en anmälan i tre eller fler medlemsstater.
Förordningen antogs av Europeiska unionens råd den 20 januari 2004 och trädde i kraft den 1 maj 2004. Den ersatte då två tidigare förordningar från 1989 respektive 1997.